# Molino Nuovo
Molino Nuovo ist ein Quartier der Stadt Lugano im Kreis Lugano West, im Bezirk Lugano des Kantons Tessin in der Schweiz.

## Bevölkerung
| Bevölkerungsentwicklung | Bevölkerungsentwicklung | Bevölkerungsentwicklung | Bevölkerungsentwicklung | Bevölkerungsentwicklung |
| ----------------------- | ----------------------- | ----------------------- | ----------------------- | ----------------------- |
| Jahr                    | 2015                    | 2019                    | 2020                    | 2023                    |
| Einwohner               | 9058                    | 9629                    | 9453                    | 9993                    |

## Sehenswürdigkeiten
- Pfarrkirche Sacro Cuore, neoromanische Basilika[2]
- Kirche Santa Maria dello Stradone, genannt Madonnetta (1725/1726); umgebaut 1846, Architekt Giuseppe Fraschina[2]
- Kirche Cristo Risorto (1974/1976), Architekt: Rino Tami[2]
- Campus der Università della Svizzera italiana, Architekten: Aurelio Galfetti, Jachen Könz[2]
- Wohngebäude (1992/1995), Architekten: Mario Campi, Franco Pessina[2]
- Altersheim Casa Serena (1973/1976), Architekt: Giancarlo Durisch[2]
- Wohnungen und Architekturstudio, Architekt: Mario Botta[2]
- Istituto per i ciechi (1935/1936), Architekten: Bruno und Rino Tami[2]
- Volkswohnungen (1966/1967) in via Torricelli, Architekt: Dolf Schnebli[2]
- Friedhof (1897/1899), Architekt: Paolo Zanini; mit verschiedenen Kunstwerken[2]
- CineStar (ehemalige Centrale Termica), Architekten: Giuseppe Ferla, Luigi Luini; renoviert, Architekt: Angelo Paparelli[2]

## Persönlichkeiten
- Mario Agliati (* 29. Januar 1922 in Lugano; † 15. Oktober 2011 ebenda), Sekundarlehrer, Journalist, Lokalhistoriker, Autor[3][4]
- Luigi Cansani (* 1. Oktober 1927 in Cadro; † 26. März 2017 in Novazzano), Priester, Kirchenmusiker und Professor
- Giovanni (Nino) Borioli (* 17. Juni 1931 in Lugano; † 7. August 1997 in Massagno), Sekundarlehrer, Politiker (Christlichdemokratische Volkspartei), ehemaliger Direktor des Ufficio Insegnamento Medio des Kantons Tessin.[5]
- Mario Redaelli (* 2. Dezember 1933 in Lugano; † 20. Januar 2011 in Sorengo), aus Mosogno, Archivar, Genealogist, Lokalhistoriker[6]
- Giuliano Bignasca  (* 10. April 1945 in Lugano; † 7. März 2013 in Canobbio; heimatberechtigt in Sonvico), Bauunternehmer, Verleger und Politiker, Gründer der Lega dei Ticinesi
- Franco Masoni (* 5. Juli 1928 in Lugano), Anwalt und Notar, Politiker (FDP.Die Liberalen)
- Marina Masoni, (* 25. Juli 1958 in Lugano), Rechtsanwältin, Politikerin (FDP.Die Liberalen), Bankdirektorin
- Silvano Montanaro (* 1943 in Lugano), Sekundarlehrer, Schriftsteller, Journalist des Periodikums Terra ticinese, Administrator der Gesellschaft Amici di Padre Mantovani
- Angelo Paparelli (* 2. Oktober 1942 in Lugano; † 21. März 2016 ebenda), Architekt, Politiker (Lega dei Ticinesi), 2008–2015 Tessiner Grossrat,[7] Autor[8]
- Giovanna Masoni Brenni (* 7. Dezember 1963 in Lugano), Rechtsanwältin, Politikerin (FDP.Die Liberalen), Vizepräsidentin der Gemeindeverwaltung[9]
- Giorgio Passera, Journalist in der Radiotelevisione Svizzera (RSI), Schriftsteller, Direktor des Periodikums Terra ticinese
- Daniele Finzi Pasca (* 10. Januar 1964 in Lugano), Theaterautor, Regisseur, Clown, Choreograph und Gründer mehrerer Theater